# Хоцишев (Томашовський повіт)
Хоцишев (пол. Chociszew) — село в Польщі, у гміні Желехлінек Томашовського повіту Лодзинського воєводства.
Населення — 60 осіб (2011).
У 1975-1998 роках село належало до Пйотрковського воєводства.

## Демографія
Демографічна структура станом на 31 березня 2011 року:
|          | Загалом | Допрацездатний вік | Працездатний вік | Постпрацездатний вік |
| -------- | ------- | ------------------ | ---------------- | -------------------- |
| Чоловіки | 29      | 5                  | 20               | 4                    |
| Жінки    | 31      | 4                  | 16               | 11                   |
| Разом    | 60      | 9                  | 36               | 15                   |